# Střelba ve škole ve Štýrském Hradci 2025
V dopoledních hodinách 10. června 2025 se udála střelba ve škole v jihorakouském městě Štýrský Hradec. Jednadvacetiletý útočník, bývalý student školy, v prostorách střední školy Bundes-Oberstufenrealgymnasium (BORG Dreierschützengasse) zastřelil dohromady 9 osob a dalších 30 zranil, z toho několik těžce. Po útoku spáchal sebevraždu. Jedna těžce zraněná žena zemřela posléze v nemocnici. Útok patřil k nejtragičtějším v Evropě za posledních deset let.
Pachatel během útoku vstoupil do nejméně dvou tříd, ve kterých měl za použití pistole Glock a brokovnice během sedmi minut zastřelit devět osob a dalších třicet zranit. Mezi mrtvými mělo být celkem devět studentů a jeden učitel. Bezvládné tělo pachatele bylo po útoku nalezeno na školních záchodech, kde pachatel těsně před příjezdem policie spáchal sebevraždu. Policií byl identifikován jako 21letý Artur A. žijící v okrese Štýrský Hradec-okolí, který školu, na které zaútočil, dříve navštěvoval, ale její studium nedokončil, nicméně opakoval jeden její ročník. Obě zbraně, které k útoku použil, držel legálně (byl držitelem zbrojního průkazu). Podle pozdějšího vyšetřování rakouské policie měl být silný introvert se zálibou v online videohrách. Podle vyjádření kriminalistů měl být z hlediska chování v době, kdy navštěvoval školu, bezproblémovým žákem.
Upřímnou soustrast obětem vyjádřil již v dopoledních hodinách v den útoku rakouský kancléř Christian Stocker. V podobném duchu se brzy poté vyjádřili také český premiér Petr Fiala a český ministr zahraničí Jan Lipavský.
Střední škola, ve které se střílelo, byla uzavřena až do 22. června 2025. Byly zrušeny některé kulturní akce.